# تصفيات كأس العالم 2014 – أوقيانوسيا الدور الأول
بدأت مرحلة تصفيات أوقيانوسيا لكأس العالم لكرة القدم 2014 عندما لعبت أسوأ أربعة فرق في مسابقة بنظام الدوري من مرحلة واحدة خلال الفترة من 22–26 نوفمبر 2011، وستقام في ساموا.
فاز منتخب ساموا بهذه الدور ويتأهل إلى كأس أوقيانوسيا للأمم 2012، الذي من المقرر إقامته في فيجي من 1–12 يونيو 2012.
هذه الدور من التصفيات كان سيكون مسابقة كرة القدم في دورة ألعاب المحيط الهادي 2011 التي استضافتها نوميا، كاليدونيا الجديدة. إلا أنه تم تعديل نظام التصفيات في يونيو 2011، حيث لم تعد ألعاب المحيط الهادي جزء من مرحلة التصفيات.

## الفرق المشاركة
تصنيف الفيفا العالمي للمنتخبات استخدم في تحديد ترتيب المشاركين.
- ساموا الأمريكية
- جزر كوك
- ساموا
- تونغا

## الترتيب
| فريق            | نفاط | فرق | ت | له | خ | ت | ف | لعب |
| --------------- | ---- | --- | - | -- | - | - | - | --- |
| ساموا           | 7    | 2+  | 3 | 5  | 0 | 1 | 2 | 3   |
| تونغا           | 4    | 0   | 4 | 4  | 1 | 1 | 1 | 3   |
| ساموا الأمريكية | 4    | 0   | 3 | 3  | 1 | 1 | 1 | 3   |
| جزر كوك         | 1    | 2−  | 6 | 4  | 2 | 1 | 0 | 3   |

|                 | ساموا الأمريكية | جزر كوك | ساموا | تونغا |
| --------------- | --------------- | ------- | ----- | ----- |
| ساموا الأمريكية | —               | 1–1     | 0–1   | 2–1   |
| جزر كوك         | —               | —       | 2–3   | 1–2   |
| ساموا           | —               | —       | —     | 1–1   |
| تونغا           | —               | —       | —     | —     |

| ساموا الأمريكية        | 1 – 2 | تونغا              |
| ---------------------- | ----- | ------------------ |
| أوت 44' · ش. لواني 74' | تقرير | كي أتينوا فياو 87' |

| جزر كوك       | 3 – 2 | ساموا                     |
| ------------- | ----- | ------------------------- |
| بيست 36'، 85' | تقرير | غوشي 20'، 37' · بيل 90+2' |

| ساموا الأمريكية | 1 – 1 | جزر كوك           |
| --------------- | ----- | ----------------- |
| ش. لواني 24'    | تقرير | لوفو 62' (بالخطأ) |

| ساموا              | 1 – 1 | تونغا         |
| ------------------ | ----- | ------------- |
| إيستهوب 44' (ركل.) | تقرير | تاوفاهيما 82' |

| تونغا                       | 1 – 2 | جزر كوك    |
| --------------------------- | ----- | ---------- |
| مامالوا 27' · فالاتاو 90+1' | تقرير | هارمون 35' |

| ساموا    | 0 – 1 | ساموا الأمريكية |
| -------- | ----- | --------------- |
| مالو 90' | تقرير |                 |

## وصلات خارجية
- النتائج والمباريات (إصدار موقع الفيفا)
- النتائج والمباريات (إصدار موقع كرة قدم أوقيانوسيا)